# Mubarak Kwaja
Mubarak Kwaja Khan (... – 1344) è stato un condottiero mongolo e Khan di stirpe reale discendente diretto di Gengis Khan.
Fu capostipite di una linea di regnanti dell'Orda Bianca, dell'Orda Blu, e dell'Orda d'Oro.

## Biografia
Mubarak Kwaja era figlio di Ilbasan della stirpe di Orda Khan, per cui diretto discendente di Gengis Khan; il suo figlio primogenito Chimtay gli succedette al comando.
Di lui pochissimo è noto; fu Khan dell'Orda Bianca fino alla data della sua morte.